# Abándames
Abándames ist eine Parroquia in der Gemeinde Peñamellera Baja der autonomen Region Asturien. Panes ist der Verwaltungssitz der Gemeinde.

## Geographie
Das Parroquia mit seinen 122 Einwohnern (Stand: 2020) liegt auf 77 m Höhe über NN. Das Parroquia Abándames umfasst die Weiler und Dörfer:
- Abándames 83 Einwohner (2020)
- Cavandi 24 Einwohner (2020) 43° 19′ 48″ N, 4° 37′ 36″ W
- Cerébanes 9 Einwohner (2020) 43° 19′ 16″ N, 4° 36′ 57″ W
- Para 6 Einwohner (2020) 43° 19′ 23″ N, 4° 37′ 55″ W

## Klima
Der Sommer ist angenehm mild, aber auch sehr feucht. Der Winter ist ebenfalls mild und nur in den Hochlagen streng.
Temperaturen im Februar 2007 3 - 9 °C
Temperaturen im August 2007 19 - 25 °C

## Sehenswürdigkeiten
- Romanische Kirche San Vicente